# Голанчикова, Любовь Александровна
Любо́вь Алекса́ндровна Гола́нчикова (иногда используется написание Галанчикова, 1889—1961) — одна из первых женщин-лётчиков, первая женщина лётчик-испытатель.

## Биография
Родилась в 1889 году и уже в юности приобрела популярность. Подобно Раймонде де ля Рош, Голанчикова была профессиональной актрисой, выступавшей под псевдонимом Мили Море (Молли Мор), и так же, как у француженки, толчком к занятию авиацией для неё стало знакомство с лётчиком-пионером российского воздухоплавания Михаилом Ефимовым. История повторилась с точностью до деталей — знакомство, приглашение «прокатиться» на аэроплане, восторг от полета и желание во что бы то ни стало научиться управлять летающей машиной. Было это осенью 1910 года.

### Авиашкола
Через год Голанчикова записалась в лётную школу «Гамаюн» — ту же, где училась первая русская женщина-авиатор Лидия Зверева. Учиться в школе было нелегко. На 20 учащихся был лишь один самолёт «Фарман».
9 октября 1911 года Голанчикова окончила школу и сдала экзамен на звание пилота. Ей достался диплом за № 56. Она стала третьей женщиной-авиатором в России (после Л. Зверевой и Е. Анатры). Вскоре журнал «Вестник воздухоплавания» сообщил, что известная актриса, сдав пилотский экзамен, ради авиации окончательно бросает сцену. Она приехала в Петербургский аэроклуб, подала просьбу предоставить ей аппарат для практических полётов и получила разрешение.

### Карьера
Л. А. Голанчикова принимает приглашение Рижского отдела Всероссийского аэроклуба совершить несколько публичных полетов. К сожалению, первый полёт 2 мая 1912 года был неудачным. Голанчикова вернулась в Петербург. Во время конкурса военных аэропланов лётчица познакомилась с предпринимателем и авиатором Антоном Фоккером. Тот предложил полетать с ним на аэроплане «Фоккер» (паук). Это была первая машина конструктора. Она отличалась оригинальностью и простотой.
Авиатрисе понравилась лёгкость управления, а ему — её «почерк». Последовало приглашение в Германию.
Целые дни она проводила на аэродроме Иоганисталь под Берлином. Фирма предоставила в распоряжение Голанчиковой лучшие аппараты. Во время одного из тренировочных полетов лётчица достигла высоты 805 м.
В 1912 году Голанчикова заявила о своём желании завоевать рекорд по высоте среди женщин. Наступило 22 ноября 1912 года. Полёт, как было зафиксировано, длился 30 минут, а спуск — шесть с половиной минут. Лётчица поднялась на высоту 2200 м. Это был мировой рекорд высоты для женщин, установленный русской лётчицей. После этого полёта имя Голанчиковой стало всемирно известно. Летом 1913 года на аэродроме Иоганисталь приземлился «моран» французского авиатора Леона Летора, совершившего беспосадочный перелёт Париж — Берлин. Расстояние около 900 км летчик преодолел за 8 часов.
На следующий день, увидев Голанчикову «в деле», он был потрясен её виртуозной работой в воздухе. Летор пригласил авиатрису сопровождать его в качестве навигатора на обратном пути. Вылет состоялся 23 июля 1913 года.

### Первая мировая
Когда разразилась Первая мировая война, Голанчикова, вышедшая к тому времени замуж (её муж был богатым купцом), вернулась в Россию. Она передала свой «Вуазен» царской армии и на время отошла от лётного дела. Но «болезнь неба» давала о себе знать и вскоре, покинув семейный очаг, Голанчикова стала проводить испытательные полеты аэропланов Фарман-22, выпускаемых Червонской аэропланной мастерской Ф. Ф. Терещенко. Испытания проводились в поселке Червоное.
Поначалу Голанчикова приняла большевистскую революцию и вступила в тренировочную эскадрилью ВВС Красной армии. Она совершила несколько боевых вылетов, но основное время проводила в подготовке красноармейцев-пилотов.

### Эмиграция
После окончания Гражданской войны Голанчикова эмигрировала сначала в Германию, затем в США. В Нью-Йорке она некоторое время подрабатывала шофёром (c 1942 года) и там же скончалась в 1961 году.